# Рут: Судья Гинзбург своими словами
«Рут: Судья Гинзбург своими словами» (англ. Ruth: Justice Ginsburg in Her Own Words) — американский документальный фильм 2019 года, режиссёр и продюсер Фрида Ли Мокк, сценарий Мокк и М. А. Голан. В фильме рассказывается о Рут Бейдер Гинзбург, второй судье-женщине Верховного суда США. 
Мировая премьера фильма состоялась на фестивале AFI Docs 22 июня 2019 года. Фильм был выпущен в виртуальном кинотеатре 12 февраля 2021 года, а затем 9 марта 2021 года в формате видео по запросу компаниями Kino Lorber и Virgil Films.

## Синопсис
Фильм повествует о Рут Бейдер Гинзбург, второй женщине-судье Верховного суда США. В фильме появляются Гудвин Лю, Эрвин Чемерински, Айрин Кармон, Шана Книжник, Дженнифер Кэрролл Фой, М. Э. Фримен, Лилли Ледбеттер и Кэтлин Ператис. 

## Производство
В 2015 году Регина К. Скалли и Джерелин Дрейфус обратились к Фриде Ли Мокк с предложением снять документальный фильм о Рут Бейдер Гинзбург. Мокк согласилась и написала Бейдер Гинзбург, которая заявила, что нужно подождать, пока не выйдет биографический фильм «По половому признаку». Основные съёмки фильма начались в середине 2017 года, и Мокк провела много часов исследований и просмотрела сотни часов отснятого материала с Гинзбург, чтобы сформировать фильм.

## Выпуск
Мировая премьера фильма состоялась на фестивале AFI Docs 22 июня 2019 года. В сентябре 2020 года было объявлено, что фильм будет показан в цифровом формате различным кинодистрибьюторам с целью его выпуска до президентских выборов в США в 2020 году. В январе 2021 года компании Virgil Films и Kino Lorber приобрели права на распространение фильма в США и назначили его виртуальный релиз на 12 февраля 2021 года, а затем на 9 марта 2021 года — на видео по запросу. В том же месяце Starz приобрела права на телетрансляцию фильма и выпустила его в эфир 1 марта 2021 года.

## Критика
«Рут: Судья Гинзбург своими словами» имеет рейтинг одобрения 94% на сайте-агрегаторе рецензий Rotten Tomatoes на основе 16 рецензий со средним баллом 7/10. Критический консенсус сайта гласит: «Эта подборка архивных кадров ничем не отличается от других документальных фильмов о жизни Рут Бейдер Гинзбург, но она предлагает искренний взгляд на её судебную философию, изложенную её собственными словами». На Metacritic фильм имеет рейтинг 58 из 100 на основе оценок 4 критиков, что означает «смешанные или средние отзывы».